# Lanio
A Lanio a madarak osztályának verébalakúak (Passeriformes) rendjébe és a tangarafélék (Thraupidae) családjába tartozó nem.

## Rendszerezésük
A nembe tartozó fajok besorolása vitatott, egyes rendszerezők szerint kevesebb faj tartozik ide, a Tachyphonus, a Rhodospingus, a Coryphospingus, az Eucometis és a Trichothraupis nembe is sorolnak fajokat.
- Lanio versicolor
- Lanio fulvus
- Lanio aurantius
- Lanio leucothorax
- Lanio cruentus[1] vagy Rhodospingus cruentus[2]

Áthelyezve:
- szürkefejű dohánytangara (Eucometis penicillata vagy Trichothraupis penicillata)[1]